# 特莱人民解放阵线
特萊人民解放陣線（縮寫作JTMM）是尼泊爾的一個左翼武裝革命組織。它在2004年從尼泊爾共產黨（毛主义）分裂出來。其領袖Jay Krishna Goit原先亦是尼共毛派的首領之一，指稱由於尼共毛派未能保證特萊地區的自治，而只好決裂。